# Valeureux Liégeois

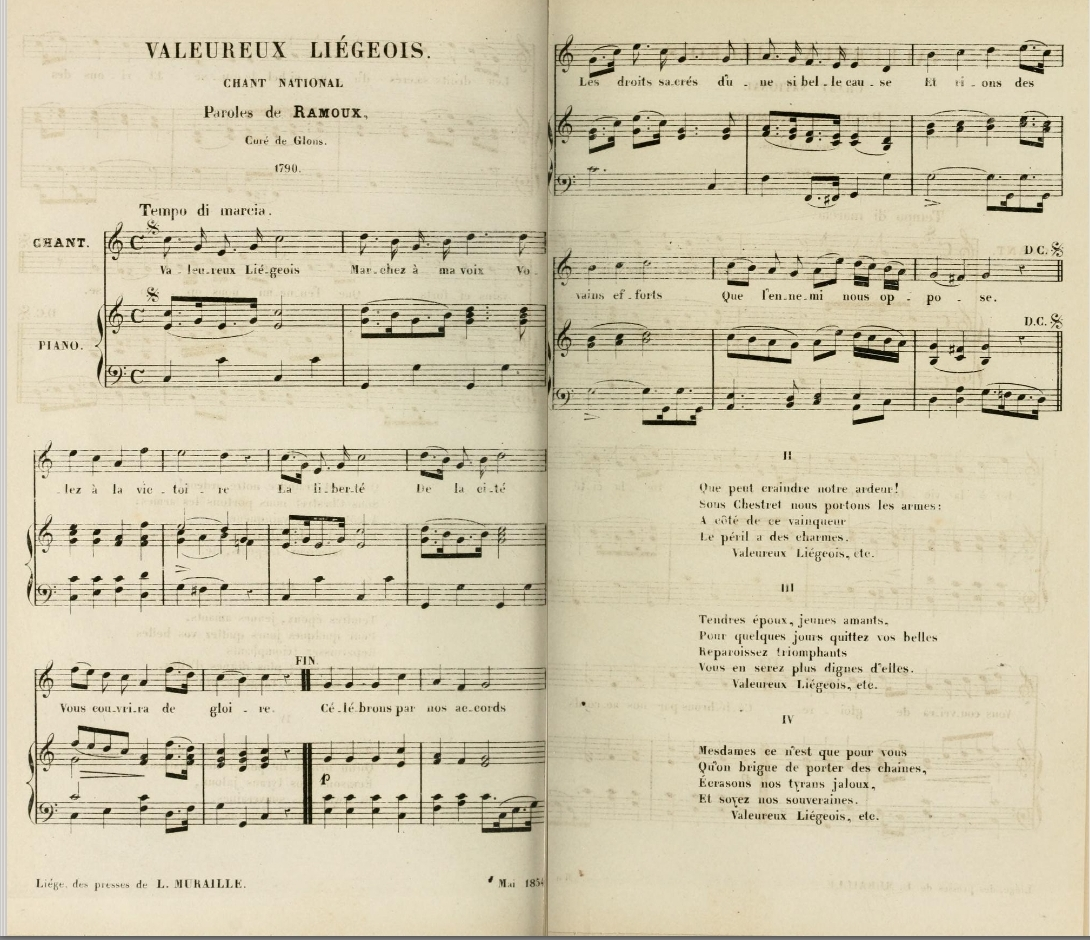
Valeureux Liégeois, dans Ulysse Capitaine, Le chant national liégeois, Bulletin de l'Institut archéologique liégeois, t.II, 1852, p. 110-118

Valeureux Liégeois est un chant patriotique créé en 1790 par l'abbé Ramoux, quand la révolution liégeoise est menacée par le retour des troupes autrichiennes venant rétablir l'autorité du prince-évêque César-Constantin-François de Hoensbroeck.

## Paroles
L'abbé Ramoux écrit le « Valeureux Liégeois » en 1790, à la demande de Lambert-Joseph de Donceel, commandant des milices liégeoises, qui souhaite un hymne national « pour expulser des foyers de nos concitoyens les ennemis de la patrie qui ont osé y pénétrer ».
Voici les paroles de cet air patriotique, plusieurs fois modifiées depuis lors (le texte original ne comporte que deux couplets ; celui reproduit ci-dessous en compte quatre).
Refrain:

Valeureux Liégeois,

Fidèles à ma voix,

Volez à la victoire!

Et la liberté de notre Cité

Vous couvrira de gloire.

Couplets:

Célébrons par nos accords

Les droits sacrés d'une si belle cause,

Et rions des vains efforts

Que l'ennemi nous oppose.

Que peut craindre notre ardeur?

Sous Chestret nous portons les armes:

À côté de ce vainqueur

Le péril a des charmes.

César vainqueur de l’univers

Te décerna le titre de brave,

Des Romains tu brisas les fers,

Jamais tu ne vécus esclave.

Tendres époux, jeunes amants

Pour quelques jours, quittez vos belles;

Reparaissez triomphants,

Vous en serez plus dignes d'elles.

## Folklore étudiant
Les étudiants liégeois de l'université de Liège, des régionales liégeoises des autres universités (UCLouvain, UNamur, ULB) et des hautes écoles liégeoises ont pour tradition d'entonner une version qui comporte ce refrain :
Valeureux Liégeois,
Fidèle à ma voix,
Vole à la victoire.
Et la liberté
De notre cité
Te couvrira de gloire
et uniquement les couplets 3 et 1. (Dans l'ordre)
La tradition veut qu'après le chant le président lance le ban liégeois en wallon liégeois, :
| Orateur                     | (traduction)                                       | Assemblée                                | (traduction)                             |
| --------------------------- | -------------------------------------------------- | ---------------------------------------- | ---------------------------------------- |
| A-s' veyou                  | As-tu vu ?                                         | L'Torè !                                 | Le taureau                               |
| Est-i bê ?                  | Est-il beau ?                                      | Awè !                                    | Oui                                      |
| Ki magne-t-i ?              | Que mange-t-il?                                    | Dès porês !                              | Des poireaux                             |
| Ki beût-i ?                 | Que boit-il?                                       | Dès pèkèts !                             | Du peket                                 |
| Ki fèt-i ?                  | Que fait-il?                                       | Dès p'tits vês !                         | Des petits veaux                         |
| En a-t-i ?                  | En a-t-il ?                                        | Awè !                                    | Oui                                      |
| Kimin sont-èlles ?          | Comment sont-elles? (on parle des parties viriles) | Hénaurmes !                              | Enormes                                  |
|                             |                                                    | La la la la La la la la la . . . Lîdge ! | La la la la La la la la la . . . Liège ! |
| Et co'n fèye po nin l'rouvî | Et encore une fois pour ne pas l'oublier           | Allons Lîdge !                           | Allez Liège                              |